# Home (musikalbum av Josh Rouse)
Home är det andra albumet av den amerikanske artisten Josh Rouse. Det utgavs år 2000 av Slow River Records.

## Låtlista
1. Laughter
2. Marvin Gaye
3. Directions
4. Parts and Accssories
5. 100m Backstroke
6. Hey Porcupine
7. In Between
8. And Around
9. Afraid to Fail
10. Little Know It All